# Bartha Sándor
Bartha Sándor (Lugos, 1908. augusztus 20. – Kolozsvár, 1992. augusztus 12.) főgimnáziumi tanár, természettudományi író, népművelő.

## Életútja
Középiskolai tanulmányait Lugoson végezte, az egyetem természettudományi karán Kolozsvárt szerzett diplomát. Előbb Gyulafehérváron, majd Kolozsvárt tanított, egy ideig geológiai kutatóintézetben dolgozott. Földrajzi, természetrajzi és geológiai tankönyveket fordított románról magyarra s magyarról románra (magyarországi román iskolák részére). Másfél évtizeden át vezette a kolozsvári szabadegyetem kétnyelvű cipőgyári fiókját, 1973-tól a szabadegyetem prorektora és a magyar előadások szervezője volt. Számos cikke és tanulmánya jelent meg a felnőttnevelés és -oktatás tárgyköréből. Apósával, Nyárády Erazmus Gyulával együttműködött A Tordahasadék c. monográfia új román nyelvű átdolgozásában (Kolozsvár, 1938), valamint Maxim Pop mellett a túrakalauz új román nyelvű kiadásának előkészítésében (Cheile Turzii, 1973). Társszerkesztője I. Puia és I. Resmeriță mellett a Iuliu Prodan-emlékkönyvnek (Viața și opera botanistului Iuliu Prodan, Kolozsvár, 1975).
A Házsongárdi temetőben nyugszik.